# Viktor von Loßberg
Viktor Ernst Louis Karl Moritz von Loßberg (18 tháng 1 năm 1835 tại Kassel – 24 tháng 5 năm 1903 cũng tại Kassel) là một sĩ quan của quân đội Tuyển hầu quốc Hessen và của quân đội Phổ sau khi Phổ sáp nhập Hessen vào năm 1866. Ông đã từng tham chiến trong cuộc Chiến tranh Pháp-Đức (1870 – 1871), và được thăng đến cấp Thiếu tướng vào năm 1889.

## Tiểu sử

### Thân thế
Viktor sinh vào tháng 1 năm 1835, là con trai của Trung tướng và Sư đoàn trưởng Tuyển hầu quốc Hessen Bernhard von Loßberg (29 tháng 1 năm 1802 tại Rotenburg an der Fulda – 29 tháng 8 năm 1869 tại Kassel) với người vợ của ông này là Cordelia, nhũ danh Freiin von Haynau (Nữ Bá tước von Haynau, 24 tháng 1 năm 1812 tại Kassel – 25 tháng 6 năm 1886 tại Kassel).

### Sự nghiệp quân sự
Thời trẻ, Loßberg đi học Trung học Chính quy (Gymnasium), sau đó ông học trường thiếu sinh quân ở quê nhà của mình. Vào ngày 6 tháng 6 năm 1853, ông gia nhập Trung đoàn Bộ binh Cận vệ của quân đội Tuyển hầu quốc Hessen. Không lâu sau khi nhập ngũ, Loßberg đã được phong quân hàm Thiếu úy vào ngày 11 tháng 9 năm 1853 và, với cấp bậc này, ông được đổi vào Trung đoàn Bộ binh số 2 vào ngày 12 tháng 10 năm 1854. Trong đơn vị này, ông giữ chức vụ sĩ quan phụ tá của Tiểu đoàn II kể từ ngày 8 tháng 8 năm 1859 cho đến ngày 15 tháng 11 năm 1863, sau đó ông được lên cấp hàm Trung úy và được thăng chức sĩ quan phụ tá trung đoàn. Vào năm 1866, sau khi cuộc Chiến tranh Áo-Phổ bùng nổ, ông tham gia chiến dịch chống Phổ, nhưng không tham chiến trong một cuộc giao tranh nào.
Sau khi cuộc chiến tranh chấm dứt và nước Phổ thắng trận sáp nhập Tuyển hầu quốc Hesse, ông được chuyển vào Trung đoàn Bộ binh số 82 mới thành lập của quân đội Phổ. Bốn năm sau, vào ngày 8 tháng 5 năm 1869, Loßberg được thăng hàm Đại úy và đồng thời được bổ nhiệm một chức Đại đội trưởng. Trên cương vị này, ông đã tham chiến trong cuộc Chiến tranh Pháp-Đức (1870 – 1871), chiến đấu cùng với trung đoàn của mình trong các trận đánh quyết liệt tại Wissembourg, Wœrth, Sedan và Pfalzburg, cũng như trong cuộc vây hãm Paris. Được tặng thưởng Huân chương Thập tự Sắt hạng II, ông trở về đồn binh của mình sau khi cuộc chiến kết thúc với thắng lợi hoàn toàn của Đức.
Vào ngày 15 tháng 9 năm 1874, ông được đổi vào Trung đoàn Bắn súng hỏa mai số 38 "Thống chế Bá tước Moltke" và tại đây ông được phong cấp hàm Thiếu tá vào năm 1875. Tiếp theo đó, Loßberg là sĩ quan tham mưu trong Trung đoàn Bộ binh Cận vệ số 2 từ ngày 19 tháng 3 năm 1878 cho đến ngày 10 tháng 10 năm 1879, rồi được bổ nhiệm làm Tiểu đoàn trưởng của Tiểu đoàn I. Sau đó, ông được lên quân hàm Thượng tá vào ngày 13 tháng 9 năm 1882, và cho đến năm 1885 là thành viên của Ủy ban Phụ trách Bộ Chiến tranh về việc tham khảo các mẫu quân phục và khí giới bộ binh được cho ra mắt trong một cuộc thi.
Năm sau (1886), Loßberg được bổ nhiệm làm Chỉ huy tạm quyền của Trung đoàn Bộ binh Cận vệ số 3 vào ngày 11 tháng 2, sau đó ông được phong chức Trung đoàn trưởng đồng thời được lên cấp hàm Đại tá vào ngày 18 tháng 9 năm 1886. Vào ngày 19 tháng 9 năm 1888, ông được tặng thưởng Huân chương Vương miện hạng II vì những cống hiến của ông đối với quân đội Phổ. Mười năm sau, ông được phong chức à la suite của trung đoàn này và được lãnh tạm quyền chỉ huy Lữ đoàn Bộ binh số 36. Tiếp sau đó, vào ngày 15 tháng 10 năm 1889, ông được thăng cấp Thiếu tướng đồng thời được ủy nhiệm làm Lữ đoàn trưởng. Để tưởng thưởng sự phục vụ lâu năm của ông, vào ngày 19 tháng 9 năm 1890, Đức hoàng Wilhelm II đã ban tặng cho ông Huân chương Đại bàng Đỏ hạng II đính kèm Bó sồi.
Vào ngày 15 tháng 12 năm 1890, Loßberg được xuất ngũ (zur Disposition) với một khoản lương hưu. Đến tháng 5 năm 1903, ông từ trần ở quê hương Kassel của mình.

### Gia quyến
Vào ngày 15 tháng 11 năm 1865, tại Hanau, Loßberg đã thành hôn với Melly Toussaint (3 tháng 10 năm 1836 tại Hanau – 10 tháng 10 năm 1926 tại Kassel). Cặp đôi này có ba người con trai:
- Otto (23 tháng 9 năm 1866 tại Hanau – 26 tháng 7 năm 1914 tại Berlin), cựu Trung úy và nhà báo Phổ
- Fritz (30 tháng 4 năm 1868 tại Bad Homburg vor der Höhe – 4 tháng 5 năm 1942 tại Lübeck), Thượng tướng Bộ binh
- Wilhelm (31 tháng 1 năm 1874 tại Einbeck – 8 tháng 6 năm 1878 tại Berlin)